# Choustník (hora)
Choustník je skalnatý vrch s nadmořskou výškou 684 metrů ležící nad obcí Choustník v okrese Tábor v Jihočeském kraji jihovýchodně od města Tábor. Na jeho hřebenové části se nachází zřícenina hradu Choustník. Vrchol kopce i hradní zřícenina spadají do přírodní rezervace Choustník, která zaujímá vrcholovou část kopce.

## Charakteristika
Geomorfologicky spadá do oblasti Českomoravská vrchovina, celku Křemešnická vrchovina, podcelku Pacovská pahorkatina, okrsku Chýnovská vrchovina a podokrsku Svidnická vrchovina, jejíž je samostatnou geomorfologickou částí.

## Přístup
Z obce Choustník vede zeleně značená cesta, po které je to k hradu Choustník asi 1,2 kilometru. Vrchol se nachází asi 400 metrů severovýchodně od hradu.